# Sergei Winogradsky
Sergei Nikolaievich Winogradsky (hay Vinogradskii; tiếng Nga: Сергей Николаевич Виноградский) (13 tháng 9 năm 1856- 25 tháng 2 năm 1953) là một nhà vi sinh học, sinh thái học, khoa học đất Nga, người đi tiên phong trong quan niệm về chu trình cuộc sống và khám phá ra các quá trình sinh học của sự nitơ hóa, loại hình tự dưỡng hóa học đầu tiên được biết đến.
Winogradsky sinh ra ở Kiev, khi đó thuộc Đế quốc Nga, và sau đó ông theo vào Học viện Âm nhạc Đế quốc ở St Petersburg để học đánh đành piano vào năm 1875. Tuy nhiên, sau 2 năm học âm nhạc ở trường, ông đăng ký học ở Đại học Saint Petersburg ngành hóa học do Nikolai Menshchutkin và thực vật học do Andrei Sergeevich Famintzin giảng dạy vào năm 1877.  Ông tốt nghiệp năm 1881 và ở lại Đại học St Petersburg để tiếp tục nhận bằng thạc sĩ thực vật học vào năm 1884. Năm 1885, ông bắt đầu làm việc tại Đại học Strasbourg dưới sự chỉ đạo của nhà thực vật học danh tiếng Anton de Bary; Winogradsky trở nên nổi tiếng là nhờ các công trình của ông về vi khuẩn sulfur. Vào năm 1888, ông chuyển tới sống ở Zurich, nơi ông bắt đầu nghiên cứu về quá trình nitơ hóa, định danh giống vi khuẩn Nitrosomonas và Nitrosococcus, có vai trò oxy hóa amoni chuyển thành nitrit, và Nitrobacter, có nhiệm vụ oxy hóa nitrite thành nitrat. Ông trở lại St. Petersburg trong khoảng thời gian 1891-1905 và nhận chức trưởng phân khoa vi sinh học tổng quát tại Học viện Y khoa thực nghiệm; trong suốt khoảng thời gian này, ông định danh được vi khuẩn kỵ khí bắt buộc Clostridium pasteurianum, có khả năng cố định nitơ trong khí quyển. Năm 1901, ông được bầu làm thành viên danh dự của Hội Khoa học Tự nhiên Moscow và vào năm 1902, là Viện sĩ thông tấn của Viện Hàn lâm Khoa học Pháp. Ông nghỉ hưu và chấm dứt các hoạt động khoa học tích cực vào năm 1905, từ đó ông dành thời gian ở nhà riêng của mình tại Thụy Sĩ. Năm 1922, ông nhận lời mời làm trưởng khoa vi khuẩn học nông nghiệp tại Viện Pasteur và làm việc ở phòng thí nghiệm nằm tại Brie-Comte-Robert, Pháp, cách Paris khoảng 30 km. Trong thời gian này, ông làm việc với một số lượng lớn các đề tài, trong đó bao gồm về vi khuẩn sắt, vi khuẩn nitơ hóa, sự cố định nitơ bởi Azotobacter, vi khuẩn phân hủy cellulose, và phương pháp nuôi cấy các vi sinh vật trong đất. Winogradsky về hưu và chấm dứt hoạt động khoa học vào năm 1940, sau đó ông mất ở Brie-Comte-Robert.

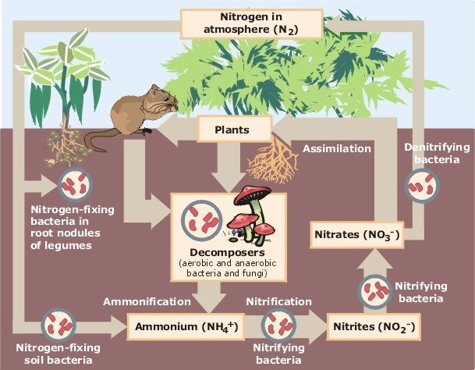
Chu trình Nitơ

Winogradsky nổi tiếng là do khám phá ra sự hóa tự dưỡng, vốn sớm trở nên thông dụng và được biết đến như là sự hóa tổng hợp, một tiến trình trong đó sinh vật lấy năng lượng từ một số hợp chất vô cơ khác nhau và hấp thu carbon dưới dạng carbon dioxide. Trước đó, người ta cho rằng những sinh vật này là sinh vật tự dưỡng lấy năng lượng từ một nguồn duy nhất là ánh sáng, chứ không phải là từ các phản ứng của các hợp chất vô cơ. Winogradsky là một trong những nhà nghiên cứu đầu tiên cố gắng tìm hiểu vi sinh vật ở ngoại cảnh có vai trò như thế nào trong y khoa, và ông trở thành một trong những học viên đầu tiên của môn sinh thái học vi khuẩn và vi sinh vật môi trường. Cột Winogradsky cho tới ngày nay vẫn là một cách trình bày thú vị về sinh thái học vi khuẩn và hóa tự dưỡng, được trình bày trong nhiều diễn văn về vi sinh học trên khắp thế giới.